# Marina de Escobar
Marina de Escobar Montaña (Valladolid, 8 de febrero de 1554 - Valladolid, 9 de junio de 1633) fue una religiosa y mística española, declarada «venerable» por la Iglesia católica y fundadora de la rama hispana de la Orden Brigidina en la que, sin embargo, no llegó a ingresar, puesto que su primer monasterio se abrió en Valladolid cinco años después de su muerte.

## Biografía
Su padre, Diego de Escobar, era profesor de Derecho civil y canónico, y durante un tiempo gobernador de Osuna; su madre fue Margarita Montaña, hija de Bernardino Montaña de Monserrate, médico del emperador Carlos V.
Hasta los cuarenta y cinco años su atención se dedicó principalmente a su propio perfeccionamiento, mientras que a partir de ese momento se dedicó más al prójimo. A los cincuenta años sus continuas aflicciones corporales se hicieron tan severas que la confinaron en su cama durante el resto de su vida. Su guía espiritual fue el venerable Luis de la Puente.

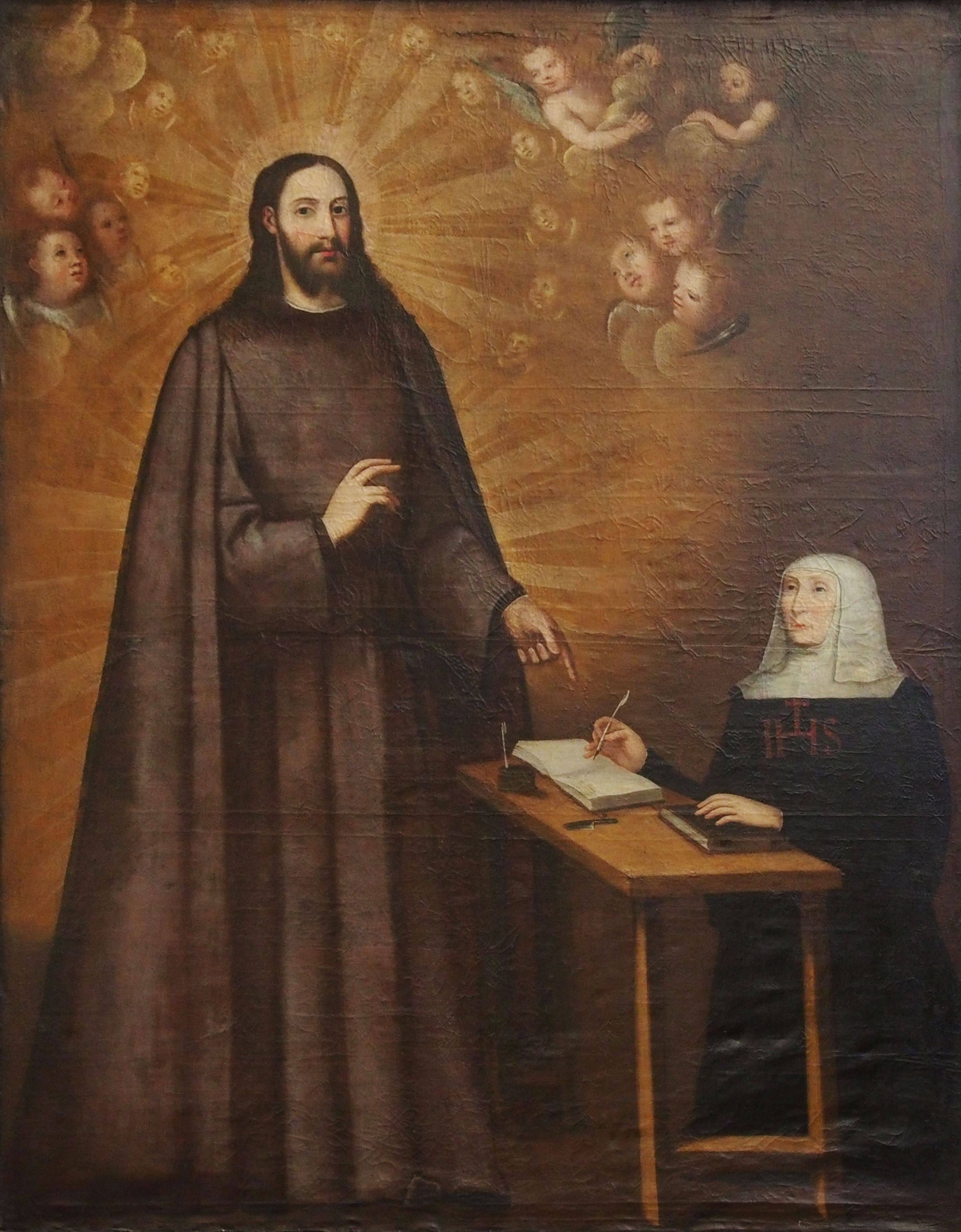
Visión de Cristo vestido de sacerdote por Marina de Escobar. Pintura de Diego Valentín Díaz (1586-1660). Iglesia de San Miguel y San Julián (Valladolid).

Estableció la rama hispana de la Orden del Santísimo Salvador de Santa Brígida (Orden Brigidina), con una importante modificación de las reglas originales. Por orden divina, según su creencia, escribió sus revelaciones, y cuando ya estuvo demasiado débil para ello, las dictaba. Luis de la Puente corrigió los escritos y preparó su publicación tras la muerte de la religiosa. En su prefacio declara su propia convicción de que las revelaciones de Marina son genuinas.

## Vida maravillosa de la venerable virgen doña Marina de Escobar (1665)

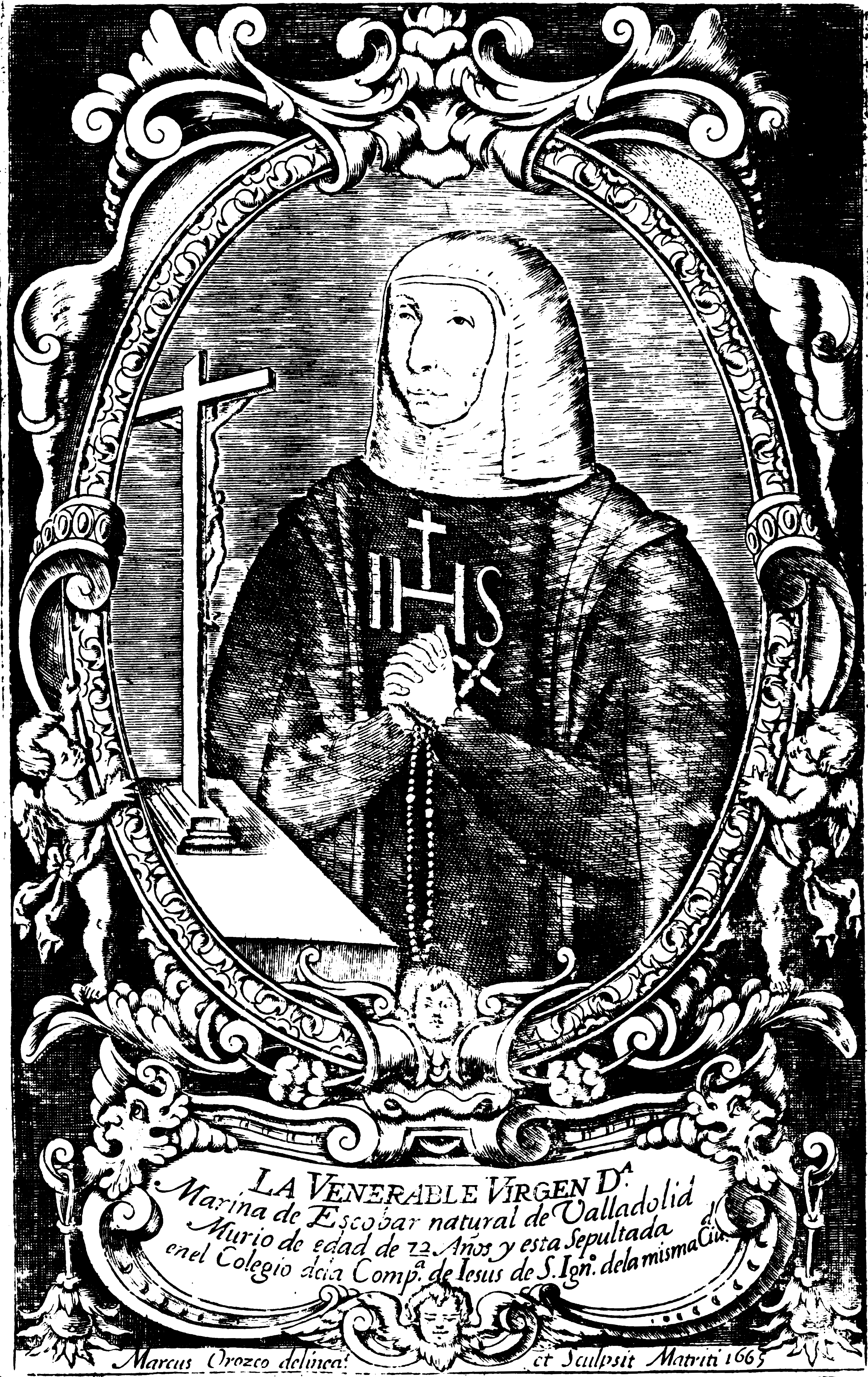
Ilustración de la venerable Marina de Escobar en las primeras páginas de la segunda parte del libro. Grabado de Marcos Orozco, dibujado en 1665 según su propia firma.

La Vida maravillosa de la Venerable virgen doña Marina de Escobar, elaborada por el padre Luis de la Puente, fue publicada en Madrid en dos partes, en 1665 y 1673. Fue traducida al latín por el jesuita M. Hanel, y publicada en ese idioma en Praga en 1672 y 1688, y en una edición ampliada en Nápoles en 1690. Estas tres ediciones del siglo XVII son hoy libros muy raros. La edición contemporánea más reseñable es una traducción al alemán en cuatro volúmenes, publicada en 1861.
El libro no es una biografía de Marina de Escobar, sino la colección de sus relatos de visiones. Orientado hacia la difusión de la fama de santidad de la visionaria vallisoletana y destinado a un público devoto, la Vida maravillosa propone a sus lectores, bajo la forma atractiva de revelaciones y visiones recibidas por una mujer, la doctrina mística y la espiritualidad que se elaboraban entonces en la Compañía de Jesús. 
Luis de la Puente dedicó mucho tiempo y energía a esta publicación, que está en continuidad con la doctrina espiritual que el mismo enseñó en sus Meditaciones de los misterios de nuestra santa fe (1605) y en su Guía espiritual (1609). Pero después de su publicación en 1665, la Vida maravillosa recibió fuertes críticas, en el contexto de la polémica anti quietista de los años 1670, y paralizó durante algunas décadas el proceso de beatificación del padre De la Puente.
- el libro I trata sobre los medios por los cuales Dios la había guiado;
- el libro II contiene revelaciones sobre los misterios de la redención;
- el libro III trata acerca de Dios y de la Santísima Trinidad;
- el libro IV trata sobre los ángeles de la guarda y las prerrogativas de la Santísima Virgen María;
- el libro V da los medios para ayudar a las almas en el purgatorio y para salvar las almas en la tierra; y
- el libro VI revela su perfección bajo terribles sufrimientos.

El estilo de la obra es libre y fluido y en ella Marina habla con sencillez y sinceridad ingenua. Las visiones son pintorescas, y agradables o alarmantes según su tema, pero las descripciones son meros esbozos, dejando mucho a la imaginación, y no entran en detalles. Su variedad es grande, incluyendo: la comunión diaria y la oposición de Satanás a ella, los desposorios místicos, ¿cómo pueden aparecer los cuerpos de los santos en las visiones?, los estigmas internos, algunos santos que los hagiógrafos coetáneos habían tratado con dureza, como San Cristóbal...

## Homenajes
Desde 1950 la calle del Candil de Valladolid fue rebautizada como Calle de Marina de Escobar.